# وينسفيل
وينسفيل (ميزوري) (بالإنجليزية: Waynesville, Missouri)‏ هي مدينة تقع في الولايات المتحدة في مقاطعة بولاسكي، ميزوري. يقدر عدد سكانها بـ 4,830 نسمة ومساحتها 16.71 كم2 وترتفع عن سطح البحر 246 متر.

## التركيبة السكانية
قام مكتب تعداد الولايات المتحدة بتحديد بيانات التركيبة السكانية لوينسفيلفي تعداد الولايات المتحدة. في ما يلي، التركيبة السكانية حسب تعدادي 2000 و2010.

### تعداد عام 2000
بلغ عدد سكان واينسفيلد 803 نسمة بحسب تعداد عام 2000، وبلغ عدد الأسر 307 أسرة وعدد العائلات 213 عائلة مقيمة في القرية. في حين سجلت الكثافة السكانية 1,137.4 نسمة لكل ميل مربع (439.2/كم2). وبلغ عدد الوحدات السكنية 323 وحدة بمتوسط كثافة قدره 457.5 نسمة لكل ميل مربع (176.6/كم2).
وتوزع التركيب العرقي للقرية بنسبة 97.38% من البيض و 0.62% من الأمريكيين الأصليين و 0.12% من الأمريكيين الأفارقة و 1.87% من عرقين مختلطين أو أكثر.
بلغ عدد الأسر 307 أسرة كانت نسبة 34.5% منها لديها أطفال تحت سن الثامنة عشر تعيش معهم، وبلغت نسبة الأزواج القاطنين مع بعضهم البعض 55.7% من أصل المجموع الكلي للأسر، ونسبة 9.4% من الأسر كان لديها معيلات من الإناث دون وجود شريك، وكانت نسبة 30.6% من غير العائلات. تألفت نسبة 26.4% من أصل جميع الأسر من أفراد ونسبة 11.4% كانوا يعيش معهم شخص وحيد يبلغ من العمر 65 عاماً فما فوق. وبلغ متوسط حجم الأسرة المعيشية 3.17، أما متوسط حجم العائلات فبلغ 2.62.
بلغ العمر الوسطي للسكان 32 عاماً. وكانت نسبة 30.4% من القاطنين تحت سن الثامنة عشر، وكانت نسبة 8.2% بين الثامنة عشر والأربعة وعشرون عاماً، ونسبة 29.1% كانت واقعةً في الفئة العمرية ما بين الخامسة والعشرون حتى والأربعة وأربعون عاماً، ونسبة 19.7% كانت ما بين الخامسة والأربعون حتى الرابعة والستون، ونسبة 12.6% كانت ضمن فئة الخامسة والستون عاماً فما فوق. يوجد لكل 100 أنثى 93.0 ذكر، ويوجد لكل 100 أنثى في الثامنة عشر من عمرها فما فوق 91.4 ذكر.
بلغ متوسط دخل الأسرة في القرية 29,712 دولار، أما متوسط دخل العائلة فبلغ 40,000 دولار. وكان متوسط دخل الذكور 32,250 دولار مقابل 19,453 دولار للإناث. وسجل دخل الفرد الخاص بالقرية 13,944 دولار. وكانت نسبة 6.3% من العائلات ونسبة 10.6% من السكان تحت خط الفقر، وكان من هؤلاء نسبة 12.5% تحت سن الثامنة عشر ونسبة 5.5% في الخامسة والستين من العمر وما فوق.

### تعداد عام 2010
بلغ عدد سكان وينسفيل 4,830 نسمة بحسب تعداد عام 2010، وبلغ عدد الأسر 1,894 أسرة وعدد العائلات 1,252 عائلة مقيمة في المدينة. في حين سجلت الكثافة السكانية 752.3 نسمة لكل ميل مربع (290.5/كم2). وبلغ عدد الوحدات السكنية 2,088 وحدة بمتوسط كثافة قدره 325.2 لكل ميل مربع (125.6/كم2).
وتوزع التركيب العرقي للمدينة بنسبة 73.6% من البيض و 1.1% من الأمريكيين الأصليين و 3.4% من الأمريكيين ذوي الأصول الآسيوية و 0.5% من سكان جزر المحيط الهادئ و 12.4% من الأمريكيين الأفارقة و 6.5% من عرقين مختلطين أو أكثر.
بلغ عدد الأسر 1,894 أسرة كانت نسبة 37.8% منها لديها أطفال تحت سن الثامنة عشر تعيش معهم، وبلغت نسبة الأزواج القاطنين مع بعضهم البعض 49.3% من أصل المجموع الكلي للأسر، ونسبة 13.3% من الأسر كان لديها معيلات من الإناث دون وجود شريك، بينما كانت نسبة 3.5% من الأسر لديها معيلون من الذكور دون وجود شريكة وكانت نسبة 33.9% من غير العائلات. تألفت نسبة 28.9% من أصل جميع الأسر من أفراد ونسبة 8.2% كانوا يعيش معهم شخص وحيد يبلغ من العمر 65 عاماً فما فوق. وبلغ متوسط حجم الأسرة المعيشية 3.04، أما متوسط حجم العائلات فبلغ 2.48.
بلغ العمر الوسطي للسكان 32.6 عاماً. وكانت نسبة 28% من القاطنين تحت سن الثامنة عشر، وكانت نسبة 8.8% بين الثامنة عشر والأربعة وعشرون عاماً، ونسبة 30.6% كانت واقعةً في الفئة العمرية ما بين الخامسة والعشرون حتى والأربعة وأربعون عاماً، ونسبة 21.2% كانت ما بين الخامسة والأربعون حتى الرابعة والستون، ونسبة 11.2% كانت ضمن فئة الخامسة والستون عاماً فما فوق. وتوزع التركيب الجنسي للسكان بنسبة 47.1% ذكور و52.9% إناث.